# Katoliška dežela Triveneto
Katoliška dežela Triveneto je skupno ime za škofije in nadškofije v italijanskih deželah Benečija (Regione Veneto), Furlanija - Julijska krajina (Regione Friuli-Venezia Giulia) in Trentinsko - Južna Tirolska (Regione Trentino-Alto Adige/Südtirol).
Obsega sledečih 15 škofij: Belluno, Videm, Gorica, Trst, Concordia, Vittorio Veneto, Bolzano, Trento, Treviso, Benetke, Padova, Vicenza, Verona, Adria, Chioggia.
Po podatkih zbornika Istituto Centrale per il sostentamento del clero 2006 živi na površini 40.674 km² skupno 6.859.420 vernikov v 3.33 župnijah.
Iz starorimskega mesta Aquileia (Oglej), ki je bilo škofovski sedež že v tretjem stoletju, se je razširilo močno misijonarsko gibanje, ki je v kratkem pokristjanilo vso severovzhodno Italijo. Ustanovljenih je bilo veliko novih škofij, predvsem z namenom, da se krščanstvo utrdi na meji z nemškim in slovanskim svetom in to na področju, ki je bilo tudi večkrat prizorišče osvajalnih vojn. Po letu 1000, ko so se mesta začela razvijati, so škofije posegle tudi po civilni oblasti in njihov ugled je čedalje rastel. Tako so v naslednjih stoletjih tudi na tem področju bila sezidana številna svetišča, kar je še bolj utrdilo ljudsko pobožnost.